# 施瓦爾米斯山
46°55′07″N 8°29′37″E / 46.918592°N 8.493614°E

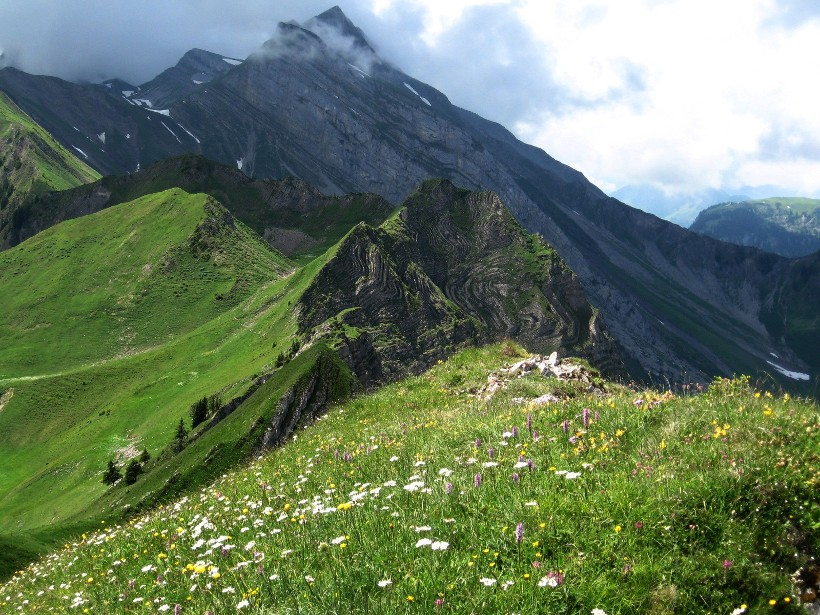

施瓦爾米斯山（Schwalmis），是瑞士的山峰，位於該國中部，處於下瓦爾登州和烏里州接壤的邊界，屬於烏里山的一部分，海拔高度2,246米，每年平均降雨量2,385毫米。